# Aeroporto Internacional de Edmonton
O Aeroporto Internacional de Edmonton (IATA: YEG, ICAO: CYEG) é um aeroporto canadense localizado na cidade de Edmonton.